# Smolenskoje (Kraj Ałtajski)
Smolenskoje (ros. Смоленское) – wieś w Rosji, w Kraju Ałtajskim, ośrodek administracyjny rejonu smoleńskiego. W 2010 liczyła 8985 mieszkańców.